# L'Anima dei Demoni
L'Anima dei Demoni (The Demon Soul) è un romanzo fantasy del 2004 di Richard A. Knaak, secondo libro della Trilogia della Guerra degli Antichi (Warcraft: War of the Ancients Trilogy) ambientata nell'universo di Warcraft. Il titolo fa riferimento all'Anima dei Demoni, un artefatto precedentemente noto come Anima dei Draghi, attorno a cui ruota buona parte della trama del libro.

## Trama

### La riapertura del Portale
Mentre Neltharion complotta ad insaputa degli altri quattro Grandi Aspetti, il signore delle cripte Mannoroth usa i rimanenti Eletti per riaprire il portale distrutto. Da questo esce il braccio destro di Sargeras, Archimonde il Distruttore. Sargeras, inoltre, resuscita lord Xavius nei panni di un satiro.
Intanto Malfurion Stormrage viene raggiunto da suo fratello gemello, Illidan Stormrage, che lo avverte che lord Ravencrest farà un annuncio importante a cui è richiesta la loro presenza.
Krasus e il suo alter ego in versione più giovane devono separarsi, il secondo ha avvertito uno strano silenzio tra i suoi simili e quindi deve ritornare da loro. Tuttavia Krasus ha trovato un modo per i due anche lontano non siano praticamente inermi: con una complicata magia si scambiano due scaglie e se le incidono sul corpo. Krasus crede che la sua memoria così fallace sia dovuta all'intrusione di Nozdormu nella sua mente e capisce anche che il portale è stato riaperto, allora informa gli elfi della notte mentre stanno decidendo di prendere d'assalto la loro capitale, Zin-Azshari. Né questa informazione né il fatto che hanno perso un potente alleato, il drago Korialstrasz, li convincono a tenere da parte i loro pregiudizi, non mandando messaggi d'aiuto ad altre razze come i tauren.

### La marcia degli elfi della notte
Korialstrasz, tornato al suo nido trova tutti i draghi riuniti da Neltharion che mostra loro un'arma magica, l'Anima dei Draghi. Tutti i draghi hanno ceduto una parte della loro essenza all'arma creata da Neltharion, anche Korialstrasz, nonostante i suoi dubbi. Il suo scopo però è quello di usarla per distruggere Azeroth.
La marcia degli elfi sulla capitale continua fino a quando trovano uno sparuto gruppo di Guardie Ferali che inseguono profughi elfi. Gli elfi della notte corrono in soccorso dei profughi ma cadono in un'imboscata e solo il pronto intervento di Krasus e Malfurion permette loro di ritirarsi, anche se con perdite numerosissime. Malfurion riesce anche a sfuggire ad un attacco mentale di Archimonde, che però ormai l'ha notato e la prossima volta farà di tutto per non lasciare scampo all'elfo. Tuttavia gli elfi si stanno avvicinando al monte Hyjal, così preparano un contrattacco che permette loro di far battere in ritirata la Legione Infuocata.

### L'accampamento degli elfi della notte
Tyrande, mentre cura i soldati feriti, incontra una giovane profuga, Shandris Feathermoon, che decide di tenere sotto la sua protezione. Intanto Krasus e Malfurion si recano in un bosco vicino per chiedere a Cenarius il modo per poter far raggiungere a Krasus i suoi compagni draghi. Lì vengono attaccati da un gruppo di demoni guidati dal capobranco Hakkar, ma riescono a sconfiggerli grazie al pronto intervento di Tyrande e delle sue compagne sacerdotesse di Elune. Hakkar viene ucciso dagli incantesimi di Malfurion, poi lui e Krasus si dirigono al nido dei draghi. Rhonin ha però un brutto presentimento: Hakkar in origine era morto durante la seconda venuta della Legione; il passato è stato cambiato e in modo inequivocabile.
Intanto Illidan confessa i suoi sentimenti a Tyrande, ma capisce dalla sua reazione che lei ha già scelto Malurion, consapevolmente o meno. La rivalità tra i due gemelli aumenta in questo modo tanto che lord Xavius approfitta di questa situazione per sussurrare pensieri malvagi e oscuri nella mente di Illidan. Nella sua nuova forma, lord Xavius è un ottimo persuasore, tanto che ha già convinto vari Eletti ad assumere anche loro la forma di satiri.

### Il tradimento di Neltharion
Malfurion e Krasus, arrivati all'entrata del regno dei draghi, sono costretti a fermarsi, per via di una barriera magica impenetrabile. Allora Malfurion la attraversa nel Sogno di Smeraldo, e chiede a Ysera il permesso di entrare per lui e Krasus. Lei lo conduce davanti agli altri Grandi Aspetti, che osservano incantati l'Essenza dei Draghi. Ma Malfurion intuisce che all'interno di quell'arma magica vi è un male, creato da Neltharion. Cerca di modificare l'incantesimo protettivo alla base dell'Essenza dei Draghi, in modo che anche gli Aspetti si accorgano della profonda pazzia di Neltharion, ma il drago nero se ne accorge e lo ferma con lo stesso incantesimo fatto anche a Krasus. Inoltre cerca di eliminare entrambi inviando loro contro un mostruoso verme, ma i due si salvano attraverso un portale evocato da Krasus.
Rhonin, Broxigar e Jarod, volontari in una missione di ricognizione a Suramar per controllare le forze del nemico, dopo che l'esercito degli elfi ha ripreso a marciare, trovano e uccidono due Nathrezim all'opera nel primo intento di creare un esercito di non morti.
Krasus si risveglia dove li ha condotti il suo portale, ovvero a G'hanir, Madre Albero, dove i due incontrano la semidea Aviana, Madre dei Volatili, che dona nuovamente a Krasus la facoltà di volare, un dono tuttavia temporaneo. Alexstrasza chiede al Korialstasz più giovane di ricercare Krasus, rivelandogli la vera identità del mago. Korialstrasz parte alla sua ricerca, ma viene attaccato da due draghi neri dello stormo di Neltharion, che riesce ad uccidere prima di cadere a terra anch'egli stremato dalla battaglia e morente. Di conseguenza anche Krasus crolla a terra quasi morente, e solo l'intervento di Malfurion riesce a salvare i due draghi.
Dopo aver condotto gli elfi esattamente dove desiderava, alle colline di Urae, vicino a Zin-Azshari, Archimonde li fa attaccare da innumerevoli demoni radunati da tutte le parti di Kalimdor. Rhonin si accorge della trappola notando l'assenza di Archimonde nella battaglia e cercando Ravencrest per indicarglielo, si accorge dei demoni che scendono dalle colline. Nel frattempo la regina Azshara ordina al suo capitano Varo'then di eliminare Lord Ravencrest, poiché secondo lei l'ha tradita.
Nello stesso momento tutti i draghi stanno seguendo Neltharion perché li conduca nel mezzo della battaglia. Non sanno che Neltharion sta per trasformarsi in Deathwing e tradirli. Anche Krasus riunitosi con Korialstasz e con Malfurion cerca di raggiungere lo stormo di draghi per avvertirli del pericolo imminente, ma un gruppo di demoni li ritarda e ormai il tradimento di Neltharion sembra inevitabile, i draghi sono già in vista della battaglia. E così avviene, l'Anima dei Draghi (o Anima dei Demoni, come viene ribattezzata da Krasus quando la vede in azione), colpisce prima i demoni, ma poi anche gli elfi. Neltharion si svela agli altri aspetti ed è quasi pronto ad usare anche contro di loro l'Essenza, quando viene attaccato dal Korialstrasz drago, dopo che lui ha lasciato Krasus e Malfurion in direzione della battaglia. Neltharion fa parecchi danni anche agli altri draghi, che cercano di fermarlo. Decima lo stormo di Malygos, ma poi si ritira per trovare una soluzione alla sua improvvisa metamorfosi in Deathwing.

### Il rapimento di Tyrande
La battaglia in cielo si è conclusa drasticamente, ma la battaglia in terra continua, e lord Ravencrest viene ucciso a tradimento da uno degli Eletti. Krasus, Malfurion, raggiunti da Tyrande vanno verso la battaglia, e l'elfo porta lontano dalla battaglia Tyrande stordita, ma in quel luogo ritrova improvvisamente lord Xavius. Accorre in suo aiuto la giovane Shandris e Mafurion riesce ad uccidere una seconda volta lord Xavius, ma non ad impedire che Tyrande venga portata via dai satiri. Dopo la fine della battaglia, prende il comando un nobile arrogante, lord Desdel Stareye, che si rifiuta ancora di fare alleanze con le altre razze. Allora Krasus decide che non obbedirà a questi ordini. Korialstrasz drago è già andato a cercare i suoi simili, e Rhonin e Broxigar seguiranno Krasus. Intanto Malfurion cerca l'aiuto del fratello Illidan per liberare Tyrande, ma suo fratello è andato ad unirsi ai demoni, accecato dalla sua brama di magia.

## Personaggi
- Broxigar
- Illidan Stormrage
- Krasus/Korialstrasz
- Malfurion Stormrage
- Rhonin
- Tyrande Whisperwind

### Personaggi secondari
- Jarod Shadowsong
- Kur'talos Ravencrest
- Desdel Stareye
- Sargeras
- Archimonde
- Mannoroth
- Azshara
- Lord Xavius
- Varo'then
- Gli aspetti draconici Alexstrasza, Ysera, Malygos e Neltharion
- Cenarius